# Vera Efremova
Vera Efremova (Вера Андреевна Ефре́мова; 10 de novembro de 1929 - 2 de junho de 2021) foi uma diretora de palco e educadora soviética e russa. Ela foi directora artística (1974-2021) e directora-chefe do Teatro de Drama Académico Regional de Tver (2017-2021). Ela foi eleita Artista do Povo da RSFSR (1980) e recebeu o Prémio Estatal K. S. Stanislavsky da RSFSR (1982).
Efremova faleceu a 2 de junho de 2021, aos 91 anos.